# Vall de l'Ara
La Vall de l'Ara és una vall del vessant sud dels Pirineu d'Osca, situada a la comarca de Sobrarbe.
S'estén des del Circ de l'Ara, entre els pobles fronterers de Los Mulos i Cauterets, fins a Buixaruelo. La vall segueix el seu curs alt del riu Ara des del seu naixement fins a la confluència amb el riu Arazas, on la vall passa a anomenar-se Vall de Broto.
A vegades s'anomena "Vall de l'Ara" a tota la conca del riu fins a la desembocadura a l'Aïnsa, incloent-hi, per tant, la citada Vall de Broto.